# Bouchetia
Bouchetia ist eine Gattung aus der Familie der Nachtschattengewächse. Die drei Arten kommen in drei disjunkt voneinander liegenden Gebieten in Süd- und Nordamerika vor. Der wissenschaftliche Gattungsname ehrt den französischen Arzt und Hobby-Botaniker Dominique Bouchet-Doumeng (1770–1845) aus Montpellier.

## Beschreibung

### Vegetative Merkmale
Die Bouchetia-Arten sind halbkryptophytische oder seltener kryptophytische Pflanzen mit ausdauernden, gemmenbildenden Wurzeln. Die Sprossachse wächst aufrecht oder niederliegend-aufsteigend und wird 4 bis 30 cm lang. Der Endodermis fehlen Casparische Streifen, es wird jedoch eine stärkehaltige Scheide gebildet.
Die Blattspreiten der unteren Laubblätter sind langgestreckt-spatelförmig bis rhombisch-eiförmig, sie werden meist 20 bis 40 (in Einzelfällen 10 bis 50) mm lang, sie stehen an 5 bis 20 mm langen Blattstielen. Die oberen Blätter sind aufsitzend und eng elliptisch geformt.

### Blüten
Die Blüten stehen einzeln in den Achseln an 15 bis 30 mm langen Blütenstielen. Der 8 bis 12 (selten bis 17) mm lange Kelch ist röhrenförmig-glockenförmig. Die Krone ist leicht zygomorph, 10 bis 35 mm lang und im unteren, vom Kelch umschlossenen Teil zylindrisch, darüber trichterförmig. Ihre Färbung kann weiß, cremefarben, lila oder violett sein. Der Kronsaum ist fünflappig, die Lappen selbst sind kurz und breit, abgestumpft oder abgerundet.
Es werden meist fünf Staubblätter gebildet, gelegentlich ist das kürzeste Staubblatt zu einem sterilen Staminodium umgebildet oder fehlt ganz. Die Staubfäden sind ungleich lang, werden nur vier Staubblätter gebildet, gibt es zwei unterschiedlich lange Staubfadenpaare. Sie setzen in der unteren Hälfte der Kronröhre an, können dabei auf einer Höhe oder aber auch in unterschiedlichen Höhen stehen. Die Staubbeutel können einen kreisförmigen Umfang aufweisen und dann einen Durchmesser von 0,8 bis 1,2 mm aufweisen oder sie sind langgestreckt und dann etwa 0,8 mm lang. Die Theken stehen im unteren Drittel frei voneinander. Die Pollenkörner können einzeln oder in Tetraden auftreten. Sind sie einzeln, sind sie mit einem Durchmesser von etwa 41 µm relativ groß. Der Fruchtknoten und der Griffel sind gestutzt, die Nektarien scheidenartig zweilappig.

### Früchte und Samen
Die Früchte sind Kapseln, die kürzer als der beständige Kelch sind. Jede Frucht enthält etwa 50 bis 60 Samen. Diese sind 0,7 bis 0,9 (1,2) × 0,5 bis 0,9 × 0,4 bis 0,8 mm groß. Der Embryo ist gerade oder leicht gebogen, die Keimblätter sind kürzer als der restliche Embryo.

### Chromosomenzahl
Die Basischromosomenzahl ist {\displaystyle x=8}.

## Vorkommen
Bouchetia anomala kommt im südlichen Brasilien, Paraguay, Uruguay und im nördlichen und mittleren Argentinien vor. Bouchetia erecta kommt in Texas, Mexiko und Guatemala vor. Bouchetia procumbens kommt nur in Mexiko vor.

## Systematik
Die Gattung besteht nur aus drei oder vier Arten. Die Typusart ist Bouchetia erecta.
- Bouchetia anomala (Miers) Britton et Rusby
- Bouchetia arniatera B.L.Rob. Die Art wird auch als Salpiglossis arniatera (B.L.Rob.) D’Arcy in die Gattung Salpiglossis gestellt.[2]
- Bouchetia erecta Dunal
- Bouchetia procumbens DC. ex Dunal[2]